# Психологија учења
Психологија учења је грана психологије која истражује како појединци стичу, обрађују и задржавају знање, понашање и вештине кроз искуство. Она обухвата низ теорија и механизама учења, укључујући класично и инструментално условљавање, опсервационо учење и когнитивне процесе попут пажње, памћења и решавања проблема. Истражује когнитивне, емоционалне и утицаје околине који обликују учење током целог животног века, од раног детињства до одраслог доба. Ова област се ослања на широк спектар теорија и истраживања, укључујући бихејвиоризам, когнитивизам, конструктивизам и теорију социјалног учења, како би се разумели механизми који леже у основи учења и адаптације.
Психологија учења има примену у образовању, терапији, обуци и модификацији понашања и уско је повезана са областима као што су психологија образовања, развојна психологија и когнитивна наука. Истраживања у овој области често укључују и експерименталне и опсервационе методе како би се испитало како се учење одвија у различитим контекстима, укључујући формално образовање, друштвена окружења и ситуације решавања проблема у стварном животу.